# Pièces de monnaie en lev bulgare
Les pièces de monnaie bulgares sont une des représentations physiques, avec les billets de banque, de la monnaie de la Bulgarie.

## L'unité monétaire bulgare
À la suite du traité de San Stefano du 3 mars 1878, la Bulgarie acquiert une certaine indépendance en tant que principauté autonome. Le 22 septembre 1908, la Bulgarie devient un état indépendant, en tant que monarchie.
Lors de sa création, en 1881, le lev était à parité avec les monnaies de l'Union monétaire latine.
Le lev bulgare actuel (BGN) est la devise de la Bulgarie depuis le 5 juillet 1999, date à laquelle il remplace l'ancien lev (BGL) à une parité de 1/1 000
L'ancien lev (BGL) avait remplacé en 1962 le lev précédent (BGK) à une parité de 1/10.
L'ancien lev (BGK) avait remplacé en 1952 le lev précédent (BGJ)  à une parité de 1/100.
Le lev bulgare est divisé en 100 stotinki.

## Les pièces de monnaie de Bulgarie

### Première série de la république populaire de Bulgarie (1946-1991)
À la suite du référendum organisé en 1946 par les forces soviétiques, la monarchie est abolie et le Parti communiste bulgare instaure une "démocratie populaire".
Le nouveau régime fait frapper des pièces avec le blason de la république populaire et la mention Народна република България.
À cette série (1, 3, 5, 10, 20, 25 et 50 stotinski) vient s'ajouter la pièce de 1 lev en 1960.
| Valeur      | Paramètres techniques | Paramètres techniques | Paramètres techniques | Description                                                                                       | Description                                                            | Description | Millésimes |
| Valeur      | Diamètre              | Poids                 | Composition           | Avers                                                                                             | Revers                                                                 | Artiste     | Millésimes |
| ----------- | --------------------- | --------------------- | --------------------- | ------------------------------------------------------------------------------------------------- | ---------------------------------------------------------------------- | ----------- | ---------- |
| 1 stotinka  |                       |                       | laiton (Cu Zn)        | le blason de la république populaire de Bulgarie entouré de la mention Народна република България | la valeur faciale 1 Стотинка, un épi de blé et le millésime            |             | 1951       |
| 3 stotinki  |                       |                       | laiton (Cu Zn)        | le blason de la république populaire de Bulgarie entouré de la mention Народна република България | la valeur faciale 3 Стотинка, un épi de blé et le millésime            |             | 1951       |
| 5 stotinki  |                       |                       | laiton (Cu Zn)        | le blason de la république populaire de Bulgarie entouré de la mention Народна република България | la valeur faciale 5 Стотинка, un épi de blé et le millésime            |             | 1951       |
| 10 stotinki |                       |                       | cupro-nickel          | le blason de la république populaire de Bulgarie entouré de la mention Народна република България | la valeur faciale 10 Стотинка, un épi de blé et le millésime           |             | 1951       |
| 20 stotinki |                       |                       | cupro-nickel          | le blason de la république populaire de Bulgarie entouré de la mention Народна република България | la valeur faciale 20 Стотинка, un épi de blé et le millésime           |             | 1952, 1954 |
| 25 stotinki |                       |                       | cupro-nickel          | le blason de la république populaire de Bulgarie entouré de la mention Народна република България | la valeur faciale 25 Стотинка, un épi de blé et le millésime           |             | 1951       |
| 50 stotinki |                       |                       | cupro-nickel          | le blason de la république populaire de Bulgarie entouré de la mention Народна република България | la valeur faciale 50 Стотинка, un épi de blé et le millésime           |             | 1951       |
| 1 lev       |                       |                       | cupro-nickel          | le blason de la république populaire de Bulgarie entouré de la mention Народна република България | la valeur faciale 1 лев, entre deux branches d'olivier et le millésime |             | 1960       |

- des pièces de 10, 20, 25 et 50 stotinskis en cupro-nickel
- une pièce de 1 lev (1960) en cupro-nickel.

### Seconde série de la république populaire de Bulgarie (1946-1991)
À la suite de la réforme monétaire de 1962, une nouvelle série de pièces est frappée.
| Valeur      | Paramètres techniques | Paramètres techniques | Paramètres techniques      | Description                                                                                       | Description                                                            | Description | Millésimes |
| Valeur      | Diamètre              | Poids                 | Composition                | Avers                                                                                             | Revers                                                                 | Artiste     | Millésimes |
| ----------- | --------------------- | --------------------- | -------------------------- | ------------------------------------------------------------------------------------------------- | ---------------------------------------------------------------------- | ----------- | ---------- |
| 1 stotinka  |                       |                       | laiton (Cu Zn)             | le blason de la république populaire de Bulgarie entouré de la mention НАРОДНА РЕПУБЛИКА БЪЛГАРИЯ | la valeur faciale 1 СТОТИНКА, entre deux épis de blé et le millésime   |             | 1962, 1971 |
| 2 stotinki  | 18,1 mm               | 2,00 g                | laiton (Cu Zn)             | le blason de la république populaire de Bulgarie entouré de la mention НАРОДНА РЕПУБЛИКА БЪЛГАРИЯ | la valeur faciale 2 СТОТИНКИ, entre deux épis de blé et le millésime   |             | 1962, 1973 |
| 5 stotinki  |                       |                       | laiton (Cu Zn)             | le blason de la république populaire de Bulgarie entouré de la mention НАРОДНА РЕПУБЛИКА БЪЛГАРИЯ | la valeur faciale 5 СТОТИНКИ, entre deux épis de blé et le millésime   |             | 1962, 1973 |
| 10 stotinki |                       |                       | nickel laiton (Ni, Cu, Zn) | le blason de la république populaire de Bulgarie entouré de la mention НАРОДНА РЕПУБЛИКА БЪЛГАРИЯ | la valeur faciale 10 СТОТИНКИ, entre deux épis de blé et le millésime  |             | 1962, 1973 |
| 20 stotinki |                       |                       | nickel laiton (Ni, Cu, Zn) | le blason de la république populaire de Bulgarie entouré de la mention НАРОДНА РЕПУБЛИКА БЪЛГАРИЯ | la valeur faciale 20 СТОТИНКИ, entre deux épis de blé et le millésime  |             | 1962, 1973 |
| 50 stotinki |                       |                       | nickel laiton (Ni, Cu, Zn) | le blason de la république populaire de Bulgarie entouré de la mention НАРОДНА РЕПУБЛИКА БЪЛГАРИЯ | la valeur faciale 50 СТОТИНКИ, entre deux épis de blé et le millésime  |             | 1962, 1973 |
| 1 lev       |                       |                       | nickel laiton (Ni, Cu, Zn) | le blason de la république populaire de Bulgarie entouré de la mention НАРОДНА РЕПУБЛИКА БЪЛГАРИЯ | la valeur faciale 1 лев, entre deux branches d'olivier et le millésime |             | 1962, 1973 |

#### Pièces commémoratives du25eanniversairede la révolution socialiste
En 1969, une pièce commémorative de 1 lev est frappée à l'occasion du 25e anniversaire de la libération.
| Valeur | Paramètres techniques | Paramètres techniques | Paramètres techniques | Description                                            | Description                                                                                        | Description | Millésimes |
| Valeur | Diamètre              | Poids                 | Composition           | Avers                                                  | Revers                                                                                             | Artiste     | Millésimes |
| ------ | --------------------- | --------------------- | --------------------- | ------------------------------------------------------ | -------------------------------------------------------------------------------------------------- | ----------- | ---------- |
| 1 lev  |                       |                       |                       | deux soldats entre les millésimes SIX 1944 et SIX 1969 | la valeur faciale 1 лев, entre deux épis de blé, entourés de la mention Народна република България |             | 1969       |

### Troisième série de la république populaire de Bulgarie (1946-1991)
| Valeur      | Paramètres techniques | Paramètres techniques | Paramètres techniques | Description                                                                                       | Description                                                           | Description | Millésimes |
| Valeur      | Diamètre              | Poids                 | Composition           | Avers                                                                                             | Revers                                                                | Artiste     | Millésimes |
| ----------- | --------------------- | --------------------- | --------------------- | ------------------------------------------------------------------------------------------------- | --------------------------------------------------------------------- | ----------- | ---------- |
| 1 stotinki  | 15,2 mm               | 1,00 g                | bronze                | le blason de la république populaire de Bulgarie entouré de la mention НАРОДНА РЕПУБЛИКА БЪЛГАРИЯ | la valeur faciale 1 СТОТИНКА, entre deux épis de blé et le millésime  |             | 1974-1989  |
| 2 stotinki  | 18,1 mm               | 2,00 g                | bronze                | le blason de la république populaire de Bulgarie entouré de la mention НАРОДНА РЕПУБЛИКА БЪЛГАРИЯ | la valeur faciale 2 СТОТИНКN, entre deux épis de blé et le millésime  |             | 1974-1990  |
| 5 stotinki  | 18,1 mm               | 2,00 g                | laiton                | le blason de la république populaire de Bulgarie entouré de la mention НАРОДНА РЕПУБЛИКА БЪЛГАРИЯ | la valeur faciale 5 СТОТИНКN, entre deux épis de blé et le millésime  |             | 1974-1990  |
| 10 stotinki | 17,1 mm               | 1,80 g                | Cu Ni                 | le blason de la république populaire de Bulgarie entouré de la mention НАРОДНА РЕПУБЛИКА БЪЛГАРИЯ | la valeur faciale 10 СТОТИНКN, entre deux épis de blé et le millésime |             | 1974       |
| 20 stotinki | 21,2 mm               | 2,90 g                | Cu Ni                 | le blason de la république populaire de Bulgarie entouré de la mention НАРОДНА РЕПУБЛИКА БЪЛГАРИЯ | la valeur faciale 20 СТОТИНКN, entre deux épis de blé et le millésime |             | 1974-1990  |

### La première série de la république de Bulgarie (1991-)
En 1991, la Bulgarie devient une république de type parlementaire.
De nouvelles pièces sont frappées.
| Valeur | Paramètres techniques | Paramètres techniques | Paramètres techniques | Description                                                    | Description                               | Description | Millésimes |
| Valeur | Diamètre              | Poids                 | Composition           | Avers                                                          | Revers                                    | Artiste     | Millésimes |
| ------ | --------------------- | --------------------- | --------------------- | -------------------------------------------------------------- | ----------------------------------------- | ----------- | ---------- |
| 1 lev  | 23,2 mm               | 4,00 g                | Cu Ni                 | le cavalier de Madara entouré de la mention Република България | la valeur faciale 1 ΛEB et le millésime   |             | 1992       |
| 2 lev  | 25,2 mm               | 5,00 g                | Cu Ni                 | le cavalier de Madara entouré de la mention Република България | la valeur faciale 2 ΛEBA et le millésime  |             | 1992       |
| 5 lev  | 27,2 mm               | 6,00 g                | Cu Ni                 | le cavalier de Madara entouré de la mention Република България | la valeur faciale 5 ΛEBA et le millésime  |             | 1992       |
| 10 lev | 30,2 mm               | 9,00 g                | Cu Ni                 | le cavalier de Madara entouré de la mention Република България | la valeur faciale 10 ΛEBA et le millésime |             | 1992       |

En 1997, la pièce de 10 leva est refrappée avec de nouvelles dimensions et des pièces de 20 et 50 leva sont mises en circulation.
| Valeur  | Paramètres techniques | Paramètres techniques | Paramètres techniques | Description                                                    | Description                               | Description | Millésimes |
| Valeur  | Diamètre              | Poids                 | Composition           | Avers                                                          | Revers                                    | Artiste     | Millésimes |
| ------- | --------------------- | --------------------- | --------------------- | -------------------------------------------------------------- | ----------------------------------------- | ----------- | ---------- |
| 10 leva | 15,5 mm               | 1,50 g                | Cu Ni                 | le cavalier de Madara entouré de la mention Република България | la valeur faciale 10 ΛEBA et le millésime |             | 1997       |
| 20 leva | 17,5 mm               | 2,50 g                | Cu Ni                 | le cavalier de Madara entouré de la mention Република България | la valeur faciale 20 ΛEBA et le millésime |             | 1997       |
| 50 leva | 19,5 mm               | 3,50 g                | Cu Ni                 | le cavalier de Madara entouré de la mention Република България | la valeur faciale 50 ΛEBA et le millésime |             | 1997       |

### La deuxième série de la république de Bulgarie (1991-)
À la suite de la réforme monétaire de 1999 et la mise en circulation du nouveau lev, de nouvelles pièces sont frappées. Le stotinki réapparaît dans la série de 1999 (1, 2, 5, 10, 20, 50 stotinka). En 2002, est frappée la première pièce de 1 lev bimétallique. En 2015, est frappée la première pièce de 2 leva bimétallique.
| Valeur       | Paramètres techniques | Paramètres techniques | Paramètres techniques | Description                                          | Description                                                                   | Description | Millésimes |
| Valeur       | Diamètre              | Poids                 | Composition           | Avers                                                | Revers                                                                        | Artiste     | Millésimes |
| ------------ | --------------------- | --------------------- | --------------------- | ---------------------------------------------------- | ----------------------------------------------------------------------------- | ----------- | ---------- |
| 1 stotinka   | 16,0 mm               | 1,80 g                | Cu Al Ni              | le cavalier de Madara entouré de la mention България | la valeur faciale 1 стотинка entourée des douze étoiles et du millésime 1999  |             | 1999       |
| 2 stotinkas  | 18,0 mm               | 2,50 g                | Cu Al Ni              | le cavalier de Madara entouré de la mention България | la valeur faciale 2 стотинки entourée des douze étoiles et du millésime 1999  |             | 1999       |
| 5 stotinkas  | 20,0 mm               | 3,50 g                | Cu Al Ni              | le cavalier de Madara entouré de la mention България | la valeur faciale 5 стотинки entourée des douze étoiles et du millésime 1999  |             | 1999       |
| 10 stotinkas | 18,50 mm              | 3,00 g                | Cu Ni Zn              | le cavalier de Madara entouré de la mention България | la valeur faciale 10 стотинки entourée des douze étoiles et du millésime 1999 |             | 1999       |
| 20 stotinkas | 20,50 mm              | 4,00 g                | Cu Ni Zn              | le cavalier de Madara entouré de la mention България | la valeur faciale 20 стотинки entourée des douze étoiles et du millésime 1999 |             | 1999       |
| 50 stotinkas | 22,50 mm              | 5,00 g                | Cu Ni Zn              | le cavalier de Madara entouré de la mention България | la valeur faciale 50 стотинки entourée des douze étoiles et du millésime 1999 |             | 1999       |